# Marie Tannæs
Marie Katharine Helene Tannæs (Oslo, 19 marzo 1854 – Copenaghen, 20 febbraio 1939) è stata una pittrice norvegese.

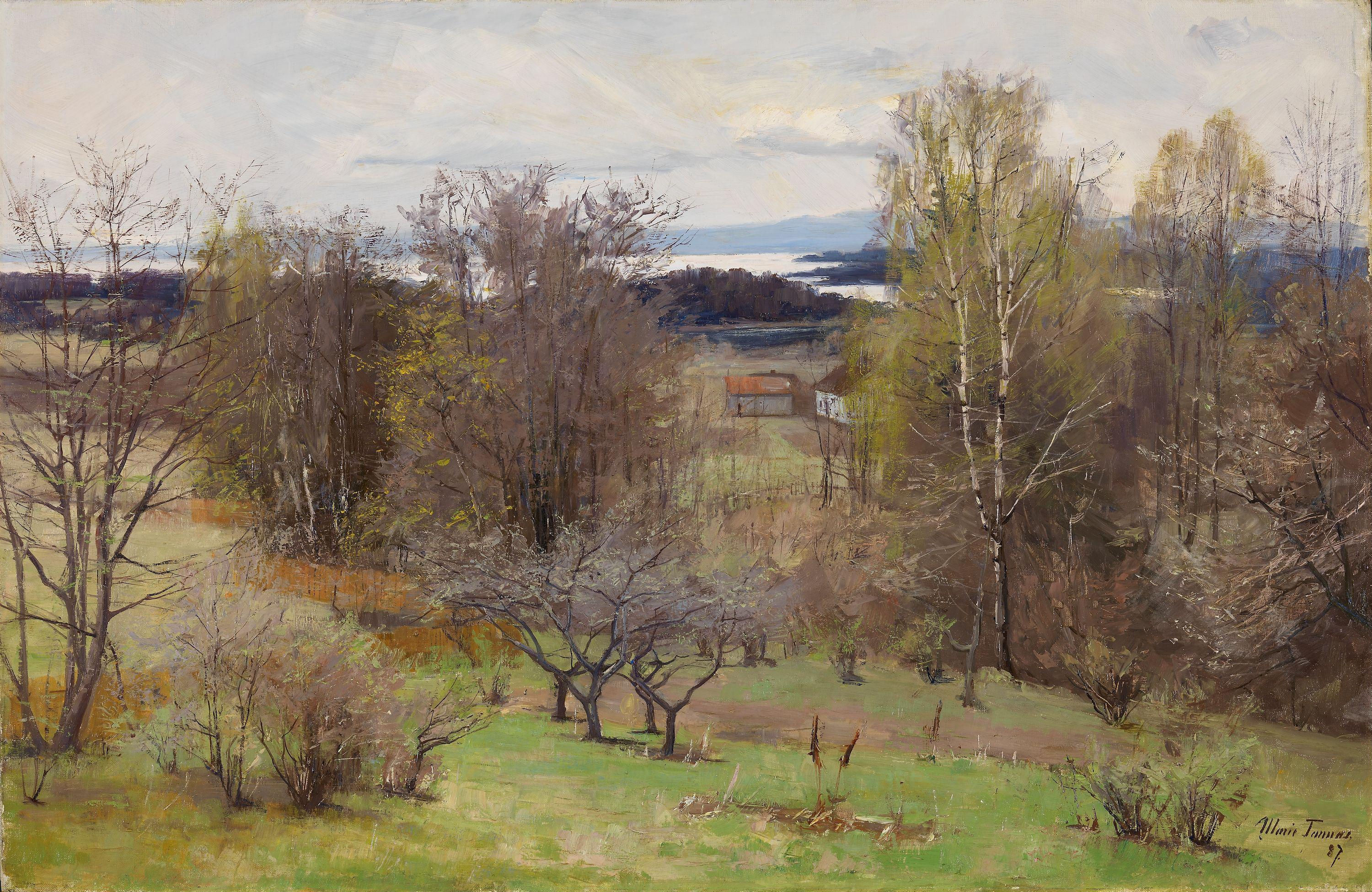
Fra Hoff ved Skøyen (1887)

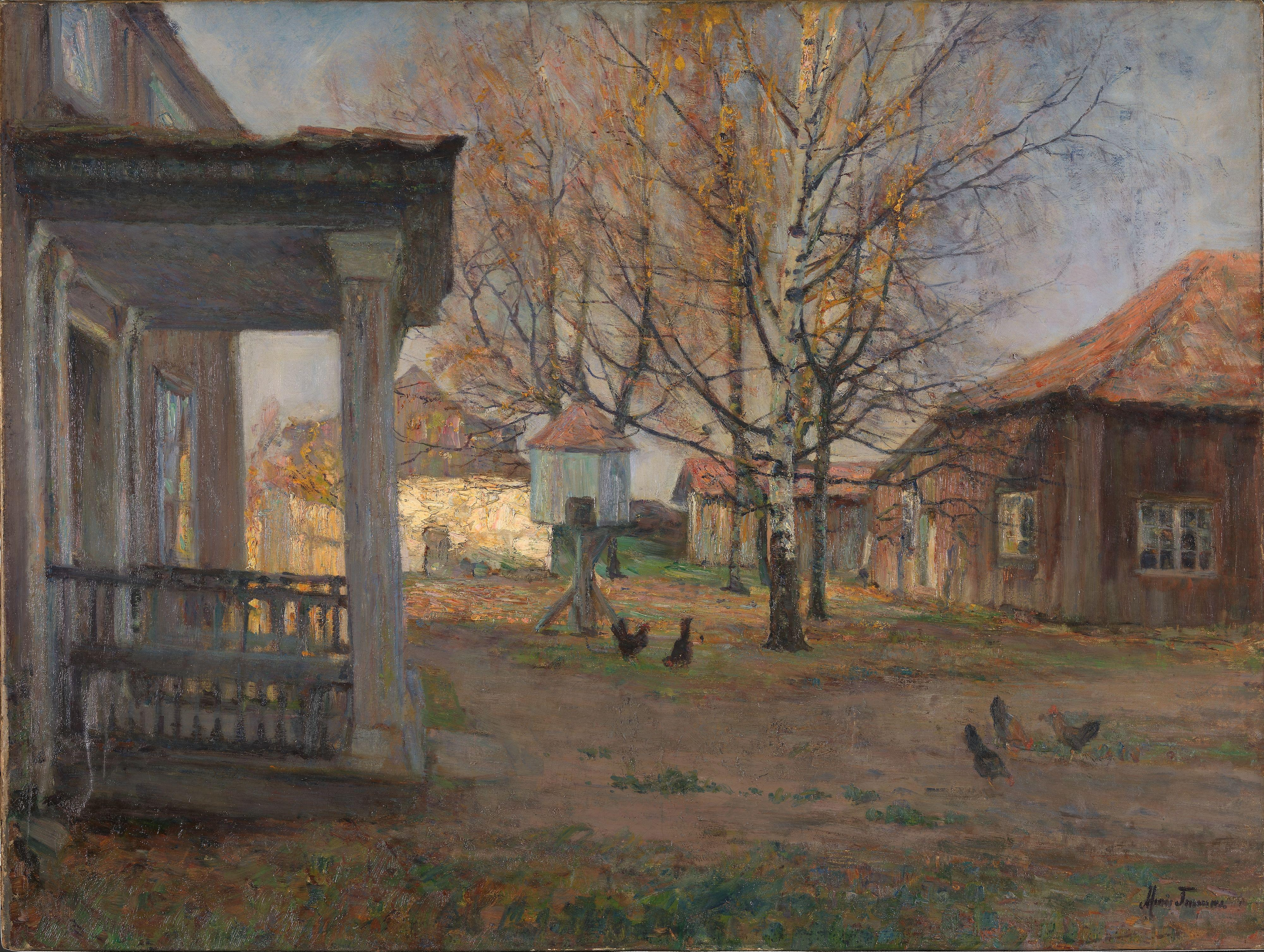
Senhøstes (1896)

Marie Katharine Helene era la maggiore delle tre figlie del parroco Arne Christophersen Tannæs (1814-1879) e di Marie Udnæs (1822-1885). Fu il pittore paesaggista Christian Wexelsen, amico del padre di Marie, ad incoraggiarla a dedicarsi all'arte e probabilmente ad indirizzarla verso la pittura di paesaggi. Dal 1872 al 1874 frequentò la reale scuola di disegno ad Oslo e in seguito la scuola di pittura di Knud Bergslien (Bergsliens Malerskole). Dal 1876 al 1883 fu allieva dello stesso Christian Wexelsen.
Dal 1884 al 1887 frequentò la scuola di pittura di Christian Krohg, Hans Heyerdahl e Erik Werenskiold, nel 1888 si trasferì a Parigi per frequentare l'Académie Colarossi con Gustave Courtois, a Parigi studiò con Erik Werenskiold e nel 1892 con Pierre Puvis de Chavannes.
I paesaggi di Marie Tannæs sono prevalentemente primaverili o autunnali e spesso con cielo nuvoloso. Stile e tecnica sono influenzati da Erik Werenskiold, i motivi sono piccole sezioni di fiordi, foreste o tratti di fiumi, più rari i panorami ampi anche se fu proprio uno di questi, Fra Hoff ved Skøyen a farle ottenere una menzione d'onore all'Esposizione Universale di Parigi del 1889. All'esposizione universale di Parigi del 1900 ottenne una medaglia di bronzo e a quella di San Francisco del 1915 una medaglia di argento.
Tra i suoi motivi si trovano diverse aree geografiche della Norvegia ma in maggioranza si tratta della Norvegia orientale e dei dintorni di Oslo, sia aree urbane sia le campagne intorno al fiordo di Oslo e il fiume Akerselva. La famiglia materna possedeva la fattoria di Vøienvolden dove Marie aveva trascorso del tempo da bambina e che dopo la fine del secolo divenne uno dei suoi soggetti preferiti, tra le opere più rappresentative vi è Senhøstes (Tardo autunno, 1896).
Dal 1890 si trasferì in Danimarca. Nel 1898 fece un viaggio di studio in Italia presso la pittrice Signe Scheel e nel 1901-02 un altro viaggio di studio la portò in Sicilia a Taormina presso il pittore e illustratore Severin Segelcke.
Dal 1914 al 1922 fu membro del consiglio di amministrazione del Kunstforening di Oslo.
Opere di Marie si trovano alla galleria nazionale di Oslo, nei musei di Bergen, Trøndelag e Stavanger, al museo cittadino di Oslo e al palazzo reale.